# Capirote (sombrero)
Antiguamente, se llamaba capirote a un tipo de cubierta para la cabeza algo levantada y que terminaba en punta. 
Algunos capirotes tenían faldas que llegaban hasta la cintura e incluso hasta más abajo, como las que se ponían en los lutos junto con las lobas cerradas que eran una especie de sotanas de color negro. 
No debe confundirse esta prenda con el capirote en forma de cucurucho que llevaban los penitentes de la Inquisición y los actuales nazarenos.